# إشتفان كوفاتش (منافس ألعاب قوى)
إشتفان كوفاتش (بالمجرية: Kovács István)‏ هو منافس ألعاب قوى مجري، ولد في 9 أكتوبر 1973.

## وصلات خارجية
- إشتفان كوفاتش على موقع الاتحاد الدولي لألعاب القوى (الإنجليزية)